# Henricia
Henricia is een geslacht van zeesterren uit de familie Echinasteridae.

## Naamgevingsgeschiedenis
Het geslacht werd voor het eerst onderscheiden in 1839 door Edward Forbes, die het de naam "Linckia" gaf. Die naam was echter in 1834 door Giovanni Domenico Nardo al vergeven aan een ander geslacht van zeesterren (zie Linckia). John Edward Gray hernoemde het geslacht daarom in 1840 in Henricia, afgeleid van de voornaam van "Henry Linck", de eerste die volgens Gray geprobeerd had een natuurlijke indeling te maken voor de zeesterren die door Carl Linnaeus allemaal in het geslacht Asterias waren geplaatst.

## Type
Gray plaatste één soort in het geslacht: Asterias oculata = Henricia oculata, die daarmee automatisch het type van het geslacht werd.

## Soorten
- Henricia (Setihenricia) hayashii (Djakonov, 1961)
- Henricia abyssalis (Perrier, 1894)
- Henricia alexyi Chichvarkhin & Chichvarkhina, 2017
- Henricia ambigua Djakonov, 1958
- Henricia angusta Djakonov, 1961
- Henricia aniva Djakonov, 1958
- Henricia anomala Hayashi, 1973
- Henricia antillarum Perrier, 1881
- Henricia arcystata Fisher, 1917
- Henricia aspera Fisher, 1906
- Henricia asthenactis Fisher, 1910
- Henricia aucklandiae Mortensen, 1925
- Henricia caudani (Koehler, 1895)
- Henricia clarki Fisher, 1910
- Henricia compacta (Sladen, 1889)
- Henricia cylindrella (Sladen, 1883)
- Henricia densispina (Sladen, 1878)
- Henricia derjugini Djakonov, 1950
- Henricia diffidens (Koehler, 1923)
- Henricia djakonovi Chichvarkhin, 2017
- Henricia downeyae A.M. Clark, 1987
- Henricia dyscrita Fisher, 1911
- Henricia echinata Clark & Jewett, 2010
- Henricia elachys Clark & Jewett, 2010
- Henricia elegans Djakonov, 1950
- Henricia epiphysialis Ubagan, Lee, Kim & Shin, 2020
- Henricia eschrichti (Müller & Troschel, 1842)
- Henricia exigua Hayashi, 1940
- Henricia fisheri A.M. Clark, 1962
- Henricia gemma Clark & Jewett, 2010
- Henricia gracilis (Ludwig, 1905)
- Henricia granulifera Djakonov, 1958
- Henricia hayashii Djakonov, 1961
- Henricia hedingi Madsen, 1987
- Henricia imitatrix Djakonov, 1961
- Henricia inexpectata Djakonov, 1961
- Henricia insignis Clark & Jewett, 2010
- Henricia iodinea Clark & Jewett, 2010
- Henricia irregularis Hayashi, 1940
- Henricia kapalae Rowe & Albertson, 1987
- Henricia kinkasana Hayashi, 1940
- Henricia kurilensis Djakonov, 1958
- Henricia leviuscula (Stimpson, 1857)
- Henricia lineata Clark & Jewett, 2010
- Henricia lisa A.H. Clark, 1949
- Henricia longispina Fisher, 1910
- Henricia lukinsii (Farquhar, 1898)
- Henricia microplax Fisher, 1917
- Henricia minuta (Bell, 1882)
- Henricia mutans (Koehler, 1909)
- Henricia nana (Ludwig, 1905)
- Henricia nipponica Uchida, 1928
- Henricia obesa (Sladen, 1889)
- Henricia ochotensis Djakonov, 1950
- Henricia oculata (Pennant, 1777)
- Henricia ohshimai Hayashi, 1935
- Henricia orientalis Djakonov, 1950
- Henricia ornata (Perrier, 1869)
- Henricia pachyderma Hayashi, 1940
- Henricia pacifica Hayashi, 1940
- Henricia pagenstecheri (Studer, 1885)
- Henricia parva (Koehler, 1912)
- Henricia pauperrima Fisher, 1906
- Henricia perforata (O.F. Müller, 1776)
- Henricia pertusa (O.F. Müller, 1776)
- Henricia polyacantha Fisher, 1906
- Henricia praestans (Sladen, 1889)
- Henricia pseudoleviuscula Djakonov, 1958
- Henricia pumila Eernisse, Strathmann & Strathmann, 2010
- Henricia ralphae Fell, 1958
- Henricia reniossa Hayashi, 1940
- Henricia retecta A.M. Clark & Courtman-Stock, 1976
- Henricia reticulata Hayashi, 1940
- Henricia rhytisma Clark & Jewett, 2010
- Henricia robusta Fisher, 1906
- Henricia sachalinica Djakonov, 1958
- Henricia saghaliensis Hayashi, 1940
- Henricia sanguinolenta (O.F. Müller, 1776)
- Henricia seminudus (A.H. Clark, 1916)
- Henricia sexradiata (Perrier, 1881)
- Henricia simplex (Sladen, 1889)
- Henricia singularis Djakonov, 1961
- Henricia skorikovi Djakonov, 1950
- Henricia smilax (Koehler, 1920)
- Henricia solida Djakonov, 1950
- Henricia spinulfera (E. A. Smith, 1876)
- Henricia spongiosa (O. Fabricius, 1780)
- Henricia studeri (Perrier, 1891)
- Henricia sufflata (Sladen, 1889)
- Henricia tacita Djakonov, 1958
- Henricia tahia McKnight, 1975
- Henricia tumida Verrill, 1909
- Henricia uluudax Clark & Jewett, 2010
- Henricia vermilion Clark & Jewett, 2010